# Меири, Менахем
Мена́хем Ме́ири (Мена́хем бераби Шломо Ме́ири, Мена́хем бераби Шломо Хаме́ири, Дон Видаль Соломон де Перпиньян; ивр. מנחם המאירי‎) (1249, Перпиньян, Франция — 1315, Перпиньян) — средневековый раввин эпохи ришоним, комментатор Талмуда.

## Биография
Менахем Меири родился и жил в Перпиньяне, который тогда относился к Каталонии. Наиболее известен ясным и тонким комментарием к Талмуду, из которого напечатана лишь часть. В комментарии к Талмуду изложил также галаху — практический закон, вытекающий из отдельных мест Талмуда, составил также некоторые сочинения из области галахи и этики. Написал также комментарий к некоторым разделам Танаха (еврейской Библии), в нём следовал двумя путями: «открытым» (простой смысл) и «скрытым» (философский намёк).
Написал полемическое сочинение «Маген Авот» («Щит отцов»), где защищал местные обычаи Прованса от учеников Нахманида, которые хотели ввести обычаи испанских евреев. Считал, что началом пути должна быть простая вера, но тот, кто уже шёл по этому пути, и наполнился знаниями, может изучать и науки.
Аба Мари Астрюк призывал Меири принять участие в борьбе с философией и аллегоризмом в Библии, на что последний дал суровую отповедь и предупредил последствиях надвигающихся распрей. В ответе Меири отрицал также , что философская мудрость приводит к отходу от богобоязненности. — А если даже нашлись отдельные личности, — писал Меири, — из-за этого не надо выкидывать всё.
Наибольший интерес в наше время вызывает особая позиция  Меири по законам об отношении к язычникам. Меири объяснял, что законы Талмуда относились к язычникам древности, а не к современным ему монотеистам — христианам и мусульманам. Именно поэтому законы древности в отношениях с язычниками более не должны соблюдаться, во всяком случае в Европе и на Ближнем Востоке.